# Ernesto di Baviera (1500-1560)
Ernesto di Baviera (Monaco di Baviera, 13 giugno 1500 – Glatz, 7 dicembre 1560) è stato un nobile tedesco.
Appartenente alla dinastia dei Wittelsbach, era il terzo figlio del duca Alberto IV di Baviera e della di lui consorte Cunegonda d'Austria, figlia dell'imperatore Federico III d'Asburgo. Fu amministratore apostolico della diocesi di Passavia e poi dell'arcidiocesi di Salisburgo, senza mai aver ricevuto nemmeno l'ordinazione sacerdotale.

## Biografia

### Formazione
Nel 1506 Alberto di Baviera emise una legge sulla primogenitura con la quale questa avrebbe dovuto rimanere il più possibile indivisa. La conseguenza di questa legge fu che i due figli più giovani di Alberto, Ludovico ed Ernesto sarebbero stati esclusi dal governo. Ernesto perciò venne destinato alla carriera ecclesiastica. Dopo la morte del padre, avvenuta nel 1508, lo storico Giovanni Aventino fu incaricato della sua formazione. Con lui Ernesto intraprese viaggi in Italia, dove a Pavia assistette anche a lezioni del famoso giurista Jason Magnus. Insieme a Johann von Malentein, futuro vescovo di Seckau, intraprese poi viaggi in Sassonia e a Parigi. Nel 1515 Ernesto s'iscrisse all'Università di Ingolstadt. Qui divenne presto membro della  Sodalitas Ingolstatiensis, una compagnia di letterati fondata da Aventino, che era stata sollecitata da Konrad Celtis.

### Amministratore a Passavia
Nel 1514 i fratelli Guglielmo e Ludovico riuscirono, con l'appoggio dell'imperatore Massimiliano I d'Asburgo, ad imporlo come coadiutore al principe-vescovo di Passavia, Wiguleus Fröschl von Marzoll. La conferma pontificia giunse il 28 gennaio 1517. Dopo la morte di Fröschl, nel 1517, nonostante che Ernesto non avesse ricevuto alcuna consacrazione, fu nominato amministratore apostolico della diocesi. Tuttavia egli non rinunciò alle sue pretese di coreggenza nel ducato di Baviera. Le sue pretese successorie furono appoggiate dall'arciduca Ferdinando I d'Asburgo, futuro imperatore. Alla fine, con l'accordo di Linz del 1534, gli riuscì l'intesa e la riconciliazione fra le case regnanti degli Asburgo e dei Wittelsbach. Nel 1536 Ernesto rinunciò alla sua eredità e per questo ricevette un indennizzo di 275.000 fiorini.
Come amministratore di Passavia Ernesto si volse contro i seguaci di Martin Lutero e contro gli anabattisti. Nel 1522 prese parte al sinodo provinciale a Mühldorf e nel 1527 alla conferenza di Salisburgo.
Nel 1524 egli si era unito alla lega tra i vescovi della Germania del sud e i duchi di Baviera e l'arciduca Ferdinando I, costituita per imporre l'Editto di Worms. Per iniziativa di Ernesto, nel 1527 il riformatore Leonhard Kaiser venne consegnato al braccio secolare e a Schärding condannato al rogo come eretico.
Nel 1530 Ernesto fu presente alla Dieta di Augusta e nel 1532 a quella di Regensburg.
Come imprenditore partecipò all'attività mineraria boema e al commercio di metalli nobili. Egli condusse transazioni a Vienna, Parigi, Lipsia ed Anversa e intrattenne stretti rapporti con le città commerciali della Germania meridionale.

### Amministratore di Salisburgo
In conformità ad un accordo del 1516 i fratelli Guglielmo e Ludovico si preoccuparono di assicurare ad Ernesto il governo dell'arcidiocesi di Salisburgo. Già nel 1525 essi strinsero un patto con il capitolo dei canonici del duomo di Salisburgo, in base al quale Ernesto doveva diventare coadiutore dell'arcivescovo di Salisburgo come compenso per l'aiuto bavarese nella guerra dei contadini tedeschi. Benché Ernesto fosse stato proposto dal capitolo del duomo per questo incarico il 27 settembre 1526, il papa rifiutò la sua approvazione. Per rendere possibile una nuova elezione del coadiutore, Ernesto rinunciò all'inizio del 1540 alla carica di amministratore della diocesi di Passavia.
Dopo la morte del vescovo di Salisburgo Matthäus Lang von Wellenburg Ernesto fu eletto il 21 aprile 1540 dal capitolo del duomo amministratore della diocesi. Con la conferma pontificia del 21 maggio dello stesso anno fu concordata una condizione: Ernesto avrebbe dovuto conseguire la consacrazione sacerdotale entro dieci anni, altrimenti avrebbe dovuto rinunciare alla diocesi. Il 12 ottobre Ernesto prendeva possesso della diocesi.
Anche a Salisburgo Ernesto mostrò un comportamento mite nei confronti della tempesta protestante in quel territorio. In questo poteva aver avuto il suo ruolo la comprensione per i motivi spirituali e sociali della Riforma. Al rinnovamento spirituale e intellettuale del cattolicesimo diede egli un contributo molto modesto, ma riconobbe lo sviluppo sociale ed economico del proprio tempo. Nel 1541 prese parte alla dieta di Ratisbona, nel 1544 e nel 1553 celebrò il sinodo provinciale.
Da buon economista egli mise ordine nelle finanze del territorio ed attuò una riforma amministrativa. Come già a Passavia valse la sua predilezione per le imprese economiche. Egli s'impegnò nelle attività minerarie, nel commercio di cereali e bovini come in quello delle monete.
Anche come arcivescovo designato Ernesto aveva ora ottenuto l'accettazione delle più alte cariche religiose.
Ancora nel suo testamento del 25 settembre 1550 egli spiegò di non aver mai rinunciato a divenire sacerdote. Ripetutamente egli cercò dal Papa di ottenere la dispensa dagli ordini sacri più alti, che però gli venne rifiutata definitivamente nel 1554. Il Pontefice lo pose dinnanzi alla scelta, di ottenere la consacrazione a prete o di ritirarsi. Ernesto si decise il 16 luglio 1554 per le dimissioni e lasciò la sedia episcopale al suo successore, Michele di Kuenburg.

### Conte di Glatz
Dopo che già da tanto tempo aveva visto profilarsi il fallimento della sua carriera ecclesiastica, il duca Ernesto acquistò da Johann von Pernstein nel 1549 la contea di Glatz. Insieme a questa egli acquistò la signoria di Hummel, che il 10 dicembre del 1549 diede in prestito al figlio Eustachio. Questi, nel 1550, fu legittimato come nobile successore di Ernesto da papa Giulio III. Già nel 1546 Ernesto era stato accettato dai latifondisti boemi come Landsasse.
In Glatz, dove Ernesto si sistemò definitivamente, non intraprese più le sue precedenti attività economiche ed imprenditoriali. Egli riformò l'amministrazione della contea con impiegati qualificati, che egli si era portato dietro da Salisburgo. Nel 1557 la fortezza di Glatz, dove egli stabilì la sua residenza, fu ristrutturata in stile rinascimentale dall'architetto di corte Lorenz Krischke.
Poiché egli aveva ottenuto anche il privilegio di battere moneta con la zecca di Glatz, fece coniare monete, che da un lato mostravano il leone boemo e sull'altro erano rispettivamente esposti lo stemma del Palatinato-Zweibrücken, di quello del ducato di Baviera e della contea di Gratz.
Sebbene egli non avesse più incarichi religiosi, si dedicò alla Controriforma. Nel 1558 convocò con l'imperatore Ferdinando I una commissione, che doveva esaminare la situazione religiosa nella contea, soprattutto riguardo alla situazione spirituale die fedeli. Il corrispondente catalogo delle questioni fu redatto dagli abati cistercensi Giovanni, dell'abbazia di Grüssau e Leonardo, dell'abbazia di Fürstenfeld. Della commisiine facevano parte, tra gli altri, l'amministratore dell'arcidiocesi di Praga, il conte della città vecchia di Praga, il prevosto della chiesa della Santa Croce di Breslavia, un rappresentante della commenda di Glatz dell'Ordine di Malta e dell'arcidiacono Magister Christophorus Naetius, che redasse il rapporto.
Ernesto di Baviera morì a Glatz il 7 dicembre 1560. La sua salma fu inizialmente inumata in una cripta della Collegiata dei Canonici Agostiniani di Glatz.
Nel 1569 la salma del duca venne traslata a Monaco di Baviera, dove ora giace nella cripta die Wittelsbach nella Cattedrale di Monaco.
I possedimenti di Glatz furono ereditati dal nipote, il duca Alberto V di Baviera, che nel 1567 li vendette al futuro imperatore, il boemo Massimiliano II d'Asburgo.

## Matrimonio e discendenze
- Già quando era amministratore della diocesi di Passavia Ernesto contrasse un matrimonio segreto con Margherita di Plauenstein, dalla quale ebbe il figlio Eustachio e la figlia Brigitta, quest'ultima deceduta nubile. Eustachio ricevette, con l'interessamento del padre, un titolo nobiliare che si estrinsecò nel cognome di von Landsfried, dall'omonimo castello della contea di Glatz, che il padre gli assegnò il 10 dicembre 1549. L'interessamento del padre fece sì che l'imperatore Carlo V lo nobilitò come "Eustachio di Landfried" e nel 1550 papa Giulio III lo legittimò come erede di Ernesto. Sulla successione di Eustachio non si sa nulla.
- Dopo la morte di Margherita di Plauenstein, il duca ebbe come compagna certa Clara Perger, dalla quale ebbe un figlio, Mansueto, che rimase scapolo e del quale null'altro si sa.
- Alla Perger successe una monacense, Cristina Schwarz, dalla quale egli ebbe un figlio, Giustiniano,  una figlia, Giustiniana, ed un altro figlio, Giusto. Giustiniana sposò un certo Giurra, il figlio Giusto rimase scapolo. Giustiniano di Peilnstein ebbe a sua volta un figlio, Hans Georg, che però non ebbe successori.[1] Giustiniano studiò nel 1561 con il fratello Giusto all'Università di Ingolstadt e nel periodo 1563–1565 all'Università di Bologna. Come Maestro di Corte gli fu assegnato il nome Hermann von Plaß. Fu funzionario di corte presso il cugino Alberto V, ricevette il titolo nobiliare di Peilnstein e inoltre la città mercato di Miltach; sposò una Geböck von Arnbach. Dopo la morte di Giustiniano, avvenuta nel 1591, la sua vedova si trasferì con i figli ancora bambini, Hans Georg e Marianna Caterina a Pfreimd, nel langraviato di Leuchtenberg. Essa cercò più volte un sussidio caritatevole, che tuttavia le fu sempre negato. 
  - Marianna Caterina sposò nel 1610 lo Junker Hans Christoph Pullinger zu Dintzhausen, amministratore ducale a Gossersdorf. Questi si riservò, che l'eredità della consorte dovesse andare a lui con l'acquisto di Miltach.
  - Hans Georg sposò nel 1599, contro la volontà della tutrice Maria, la figlia di Ludwig Poyßl zu Albershof und Haselstein. Solo nel 1604 egli ricevette i beni del padre, Peilnstein, Tratenschwand e Miltach. Egli venne a lite con i suoi sudditi e vicini principalmente per motivi di denaro. La vendita di Miltach poté ridurre in parte il peso dei suoi debiti. Nel 1622 morì. Di suo figlio non si sa molto di più, e potrebbe essere morto proprio in quel periodo.

Hans Georg e suo padre Giustiniano di Peilnstein, nonostante le misure adottate dal duca di Baviera contro la riforma protestante, divennero sostenitori del protestantesimo.

## Ascendenza
|                                  |                     |                                     | Genitori                           |  |  | Nonni |  |  | Bisnonni                  |  |  | Trisnonni              |  |
|                                  |                     |                                     |                                    |  |  |       |  |  | Ernesto di Baviera-Monaco |  |  | Giovanni II di Baviera |  |
|                                  |                     |                                     |                                    |  |  |       |  |  | Ernesto di Baviera-Monaco |  |  | Giovanni II di Baviera |  |
|                                  |                     | Caterina di Gorizia                 |                                    |  |  |       |  |  | Ernesto di Baviera-Monaco |  |  |                        |  |
| Alberto III di Baviera           |                     |                                     |                                    |  |  |       |  |  | Ernesto di Baviera-Monaco |  |  |                        |  |
|                                  |                     | Elisabetta Visconti                 | Bernabò Visconti                   |  |  |       |  |  |                           |  |  |                        |  |
|                                  |                     | Elisabetta Visconti                 | Bernabò Visconti                   |  |  |       |  |  |                           |  |  |                        |  |
|                                  |                     | Elisabetta Visconti                 | Beatrice Regina della Scala        |  |  |       |  |  |                           |  |  |                        |  |
| Alberto IV di Baviera            |                     | Elisabetta Visconti                 |                                    |  |  |       |  |  |                           |  |  |                        |  |
|                                  |                     | Erich I di Braunschweig-Grubenhagen | Alberto I di Brunswick-Grubenhagen |  |  |       |  |  |                           |  |  |                        |  |
|                                  |                     | Erich I di Braunschweig-Grubenhagen | Alberto I di Brunswick-Grubenhagen |  |  |       |  |  |                           |  |  |                        |  |
|                                  |                     | Erich I di Braunschweig-Grubenhagen | Agnese I di Brunswick-Lüneburg     |  |  |       |  |  |                           |  |  |                        |  |
| Anna di Braunschweig-Grubenhagen |                     | Erich I di Braunschweig-Grubenhagen |                                    |  |  |       |  |  |                           |  |  |                        |  |
|                                  |                     | Elisabetta di Brunswick-Göttingen   | Ottone I di Brunswick-Göttingen    |  |  |       |  |  |                           |  |  |                        |  |
|                                  |                     | Elisabetta di Brunswick-Göttingen   | Ottone I di Brunswick-Göttingen    |  |  |       |  |  |                           |  |  |                        |  |
|                                  |                     | Elisabetta di Brunswick-Göttingen   | Margherita di Berg                 |  |  |       |  |  |                           |  |  |                        |  |
| Ernesto di Baviera               |                     | Elisabetta di Brunswick-Göttingen   |                                    |  |  |       |  |  |                           |  |  |                        |  |
|                                  | Ernesto I d'Asburgo | Leopoldo III d'Asburgo              |                                    |  |  |       |  |  |                           |  |  |                        |  |
|                                  | Ernesto I d'Asburgo | Leopoldo III d'Asburgo              |                                    |  |  |       |  |  |                           |  |  |                        |  |
|                                  | Ernesto I d'Asburgo | Verde Visconti                      |                                    |  |  |       |  |  |                           |  |  |                        |  |
| Federico III d'Asburgo           | Ernesto I d'Asburgo |                                     |                                    |  |  |       |  |  |                           |  |  |                        |  |
|                                  |                     | Cimburga di Masovia                 | Siemowit IV di Masovia             |  |  |       |  |  |                           |  |  |                        |  |
|                                  |                     | Cimburga di Masovia                 | Siemowit IV di Masovia             |  |  |       |  |  |                           |  |  |                        |  |
|                                  |                     | Cimburga di Masovia                 | Alessandra di Lituania             |  |  |       |  |  |                           |  |  |                        |  |
| Cunegonda d'Austria              |                     | Cimburga di Masovia                 |                                    |  |  |       |  |  |                           |  |  |                        |  |
|                                  |                     | Edoardo del Portogallo              | Giovanni I del Portogallo          |  |  |       |  |  |                           |  |  |                        |  |
|                                  |                     | Edoardo del Portogallo              | Giovanni I del Portogallo          |  |  |       |  |  |                           |  |  |                        |  |
|                                  |                     | Edoardo del Portogallo              | Filippa di Lancaster               |  |  |       |  |  |                           |  |  |                        |  |
| Eleonora d'Aviz                  |                     | Edoardo del Portogallo              |                                    |  |  |       |  |  |                           |  |  |                        |  |
|                                  |                     | Eleonora di Trastámara              | Ferdinando I d'Aragona             |  |  |       |  |  |                           |  |  |                        |  |
|                                  |                     | Eleonora di Trastámara              | Ferdinando I d'Aragona             |  |  |       |  |  |                           |  |  |                        |  |
|                                  |                     | Eleonora di Trastámara              | Eleonora d'Alburquerque            |  |  |       |  |  |                           |  |  |                        |  |
|                                  |                     | Eleonora di Trastámara              |                                    |  |  |       |  |  |                           |  |  |                        |  |